# لژیون خدمتگزاران بشر
لژیون خدمتگزاران بشر یا گروه خدمتگزاران بشر عنوان ارگانی بود ایجاد شده به پیشنهاد محمد رضا شاه پهلوی متشکل از جوانان داوطلب از همه کشورهای جهان که برای کمک به انسانها در هر جای دنیا آماده حرکت و انجام کمک بودند.

## نامگذاری
شاه ایران در تاریخ ۲۳ خرداد مصوب ۱۳۴۹٫۱۱٫۲۸ در سخنان خود از لژیون در زبان انگلیسی استفاده می‌کند. بنظر می‌رسد لژیون فرانسه بعنوان یک منبع الهام برای این عنوان استفاده شده باشد. بعدها هم در فارسی آنها همان لفظ لژیون را استفاده می‌کنند. معذالک لفظ لژیون را می‌توان معادل فارسی و خیلی نزدیک به لاتین «گروه» قرار داد.

## پیشینه
در روز ۲۳ خرداد ماه ۱۳۴۷ برابر با ۱۳ ژوئن ۱۹۶۸ محمدرضا شاه پهلوی در سخنرانی خود در دانشگاه هاروارد بنیاد لژیون خدمتگزاران بشر را پیشنهاد کزدند که مورد توجه قرارگرفت.

## تصویب در سازمان ملل
در دسامبر ۱۹۶۸ برابر آذر ماه ۱۳۴۷ کمیسیون اقتصادی مجمع عمومی سازمان ملل متحد قطعنامه دولت شاهنشاهی ایران دربارهٔ بنیاد لژیون خدمتگزاران بشر را به رای کشورهای هموند سازمان ملل متحد گذاشت و با اکثریت رای کشورهای هموند آن را تصویب کرد.
پس از بررسی‌های مالی و اداری، اساسنامه بنیاد چنین سازمانی در بیست و پنجمین مجمع عمومی سازمان ملل متحد تصویب شد.
در مدت کمی بیش از ۴۰٫۰۰۰ داوطلب خدمت در لژیون خدمتگزاران بشر شدند.
مجلس شورای ملی روز ۲۳ خرداد ماه را روز لژیون خدمتگزاران بشر نام نهاد.

## واکنش دیگران
نمایندگان شوروی و آمریکا و دیگر نمایندگان کشورهایی که به قطعنامه رای " آری " داده بودند در سخنانی که ایراد کردند، پیشنهاد شاه ایران را ستایش نمودند.
در نشست سنای آمریکا سناتور بیکر، سناتور ایالت تنسی در سخنان بلند بالای خود از شخصیت شاه یکی از بزرگترین رهبران جهان آزاد را ستود. سناتور بیکر گفت باید بخش‌های گوناگون بیانات شاه که از هر سو ازرنده و مهم است در کمیسیون‌ها گوناگون دولتی و ملی بررسی شود و برنامه‌هایی برای اجرای آنها ریخته شود، زیرا که سخنان شاه ایران در دانشگاه هاروارد تنها یک سخنرانی نیست بلکه این بیانات کتاب فشرده‌ای است که در راهبرد ملت‌ها به سوی خوشبختی بسیار کارآست
سازمان ملل در ۲ اوت ۱۹۶۸ قطعنامه ۱۳۵۳ را در این زمینه منتشر کرد

### آغاز خدمت لژیون خدمتگزاران بشر
روز چهارم آبان ماه ۱۳۴۹ همزمان با بیست و پنجمین سالگرد بنیان سازمان ملل متحد نخستین گروه آزمایشی داوخواهان (داوطلب) ایرانی برای خدمت در لژیون بشر در جنوب کشور در آیینی برای آغاز اجرای نخستین پروژه لژیون گرد آمدند.

## سازمان
ساختمانی ۶ طبقه در خیابان تخت جمشید به مرکز این گروه اختصاص داده شد و مدیریت آن به سناتور رسول پرویزی سپرده شد

## تمبر یادبود
در سال ۱۳۵۷ ش بمناسبت دهمین سالگرد تأسیس لژیون تمبر یادبود ده ریالی توسط پست ایران منتشر گردید